# Agnosia orneus
Agnosia orneus är en fjärilsart som beskrevs av John Obadiah Westwood 1848. Agnosia orneus ingår i släktet Agnosia och familjen svärmare. Inga underarter finns listade i Catalogue of Life.